# انتقام نینجا
انتقام نینجا (به انگلیسی: Revenge of the Ninja) یک فیلم رزمی-هیجانی آمریکایی محصول ۱۹۸۳ به کارگردانی سام فرستنبرگ با بازی هنرمند رزمی شو کوساگی در نقش یک نینجا که تلاش می‌کند از تنها پسرش در برابر گروهی از گانگسترهای بی‌رحم محافظت کند، بازی می‌کند. این دومین ورودی از مجموعه فیلم‌های «سه‌گانه نینجا» شرکت گروه کانن است که با نینجا وارد می‌شود (۱۹۸۱) شروع و با نینجا ۳: تسلط (۱۹۸۴) به پایان می‌رسد.

## دنباله
برای این فیلم دنباله‌ای تحت عنوان نینجا ۳: تسلط ساخته شد.